# Pisinna micronema
Pisinna micronema is een slakkensoort uit de familie van de Anabathridae. De wetenschappelijke naam van de soort is voor het eerst geldig gepubliceerd in 1898 door Suter.